# Ernst Günther van Sleeswijk-Holstein-Sonderburg-Augustenburg

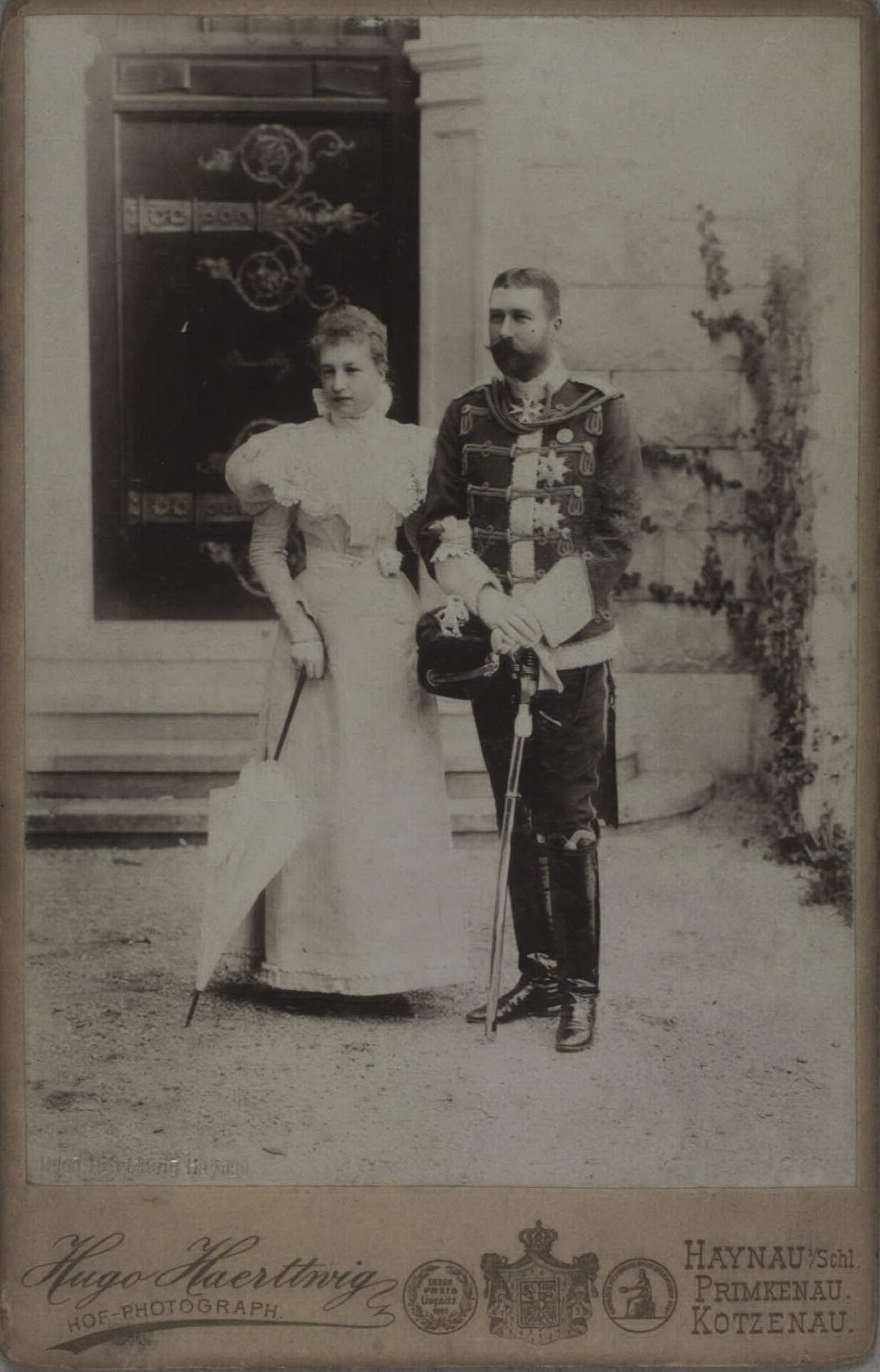
Ernst Günther en Dorothea van Sleeswijk-Holstein, 1901

Ernst Günther van Sleeswijk-Holstein-Sonderburg-Augustenburg (Dölzig, Duitsland, 11 augustus 1863 – Przemków, Duitsland, 22 februari 1921), hertog van Sleeswijk-Holstein-Sonderburg-Augustenburg, was de zoon van hertog Frederik van Sleeswijk-Holstein-Sonderburg-Augustenburg en diens echtgenote, prinses Adelheid van Hohenlohe-Langenburg. Hij was de zwager van keizer Wilhelm II van Duitsland.
Hertog Ernst Günther trouwde op 2 augustus 1898 te Coburg met prinses Dorothea Marie, de enige dochter van prins Filips van Saksen-Coburg-Gotha en prinses Louise van België (dochter van koning Leopold II van België). Uit het huwelijk werden geen kinderen geboren. In plaats daarvan adopteerde het paar in 1920 Marie Louise (1908-1969) en Johan George van Sleeswijk-Holstein-Sonderburg-Glücksburg (1911-1941). Zij waren kleinkinderen van Frederik van Sleeswijk-Holstein-Sonderburg-Glücksburg, de oudere broer van koning Christiaan IX van Denemarken. Marie Louise trad in het huwelijk met een Duitse baron en Johan George stierf tijdens de Tweede Wereldoorlog.
Net als zijn vader noemde Ernst Günther zich “Hertog van Sleeswijk-Holstein”. Hij werd als titulair hertog opgevolgd door zijn neef Albert, de zoon van Christiaan.